# Étrépagny
Étrépagny är en kommun i departementet Eure i regionen Normandie i norra Frankrike. Kommunen ligger i kantonen Étrépagny som tillhör arrondissementet Les Andelys. År 2022 hade Étrépagny 3 677 invånare.

## Befolkningsutveckling
Antalet invånare i kommunen Étrépagny
Referens:INSEE